# SCORM
Sharable Content Object Reference Model (SCORM) este o colecție de standarde și specificații pentru instruirea asistată de calculator (e-learning). SCORM definește, de asemenea, modul în care conținutul poate fi împachetat într-un fișier ZIP transferabil numit „Format de schimb de pachete”. Această colecție de standarde este definită de Advanced Distributed Learning (ADL), o organizație din cadrul Departamentului Apărării al Statelor Unite.

## Tehnologie
SCORM a fost conceput pentru a fi bazat pe web și utilizează JavaScript pentru a facilita comunicarea între conținutul clientului și mediul de rulare. Fiecare versiune SCORM specifică metodele pe care mediul de rulare ar trebui să le suporte și cum ar trebui să se comporte acele metode. Conținutul lansat de mediul de rulare poate apela apoi acele metode utilizând JavaScript.

## Componente
Specificațiile SCORM sunt definite în trei documente principale:
- SCORM Content Aggregation Model (Modelul SCORM de agregare a conținutului) definește cerințele de asamblare și împachetare a conținutului, cerințe aplicabile editoarelor de conținut, astfel încât orice pachet ce respectă aceste cerințe să poată fi încărcat pe orice platformă de e-learning și rulat în aceasta.
- SCORM Run-Time Environment (Mediul de rulare SCORM) definește cerințele de rulare a conținutului, aplicabile atât unui LMS (software de administrare a procesului de învățare), cât și obiectelor de conținut.
- SCORM Sequencing and Navigation (Secvențare și navigare SCORM) definește cerințe privind ordinea în care diferitele obiecte de conținut sunt livrate studentului și privind felul cum această ordine poate fi controlată de o serie de evenimente de navigare generate de student sau chiar de conținut.

## Versiuni

### SCORM 1.1
A fost prima versiune a SCORM. Aceste adoptări timpurii au arătat că ideea SCORM era viabilă, dar trebuia să fie suficient de robustă pentru o implementare pe scară largă.

### SCORM 1.2
Aceasta a fost prima versiune care a fost utilizată pe scară largă. Este încă utilizat pe scară largă și este susținut de majoritatea sistemelor de management al învățării.